# James Hopes
Pour les articles homonymes, voir Hopes.
James Redfern Hopes (né le 24 octobre 1978), parfois surnommé Catfish, est un joueur international de cricket australien. Il a disputé son premier One-day International pour l'équipe d'Australie en 2005. Hopes est un all-rounder.
Il manqua de peu la coupe du monde de cricket de 2007, ayant été mis en attente au cas où Shane Watson ne guérirait pas de sa blessure à temps. 

## Équipes
- Queensland

### Sélections
- 9 sélections en ODI.
- 2 sélections en Twenty20 International.